# 1994 في كوستاريكا
فيما يلي قوائم الأحداث التي وقعت خلال عام 1994 في كوستاريكا.

## سياسة

### تعيين في المنصب
- 8 مايو – خوسيه ماريا فيغيريس رئيس كوستاريكا.

### انتهاء فترة المنصب
- 8 مايو – رافاييل أنخيل كالديرون فورنييه رئيس كوستاريكا.

## مواليد

### يناير
- 10 يناير – جون خايرو رويز لاعب كرة قدم كوستاريكي.

### مارس
- 25 مارس – كيفين أليمان لاعب كرة قدم كندي.

### أبريل
- 19 أبريل – كريستيان مارتينيز لاعب كرة قدم كوستاريكي.

### يوليو
- 31 يوليو – جيك بيكفورد لاعب كرة قدم كوستاريكي.

### سبتمبر
- 27 سبتمبر – آريال لاسييتير لاعب كرة قدم من الولايات المتحدة الأمريكية.

### نوفمبر
- 12 نوفمبر – آلفين بينيت لاعب كرة قدم كوستاريكي.

### ديسمبر
- 26 ديسمبر – ماريانا بينافايدز لاعبة كرة قدم كوستاريكية.

## وفيات

### ديسمبر
- 29 ديسمبر – مانويل مورا (مواليد 1909) سياسي كوستاريكي.